# 36 Seasons
36 Seasons ist das elfte Soloalbum des US-amerikanischen Rappers Ghostface Killah. Es erschien am 9. Dezember 2014 über die Plattenfirma Tommy Boy Records.

## Titelliste
1. The Battlefield (feat. Kool G Rap, AZ und Tre Williams) – 3:46
2. Love Don’t Live Here No More (feat. Kandace Springs) – 3:48
3. Here I Go Again (feat. AZ und Rell) – 3:28
4. Loyalty (von Kool G Rap und Nems) – 1:57
5. It’s a Thin Line Between Love and Hate (von The Revelations) – 3:59
6. The Dogs of War (feat. Shawn Wigs und Kool G Rap) – 3:48
7. Emergency Procedure (feat. Pharoahe Monch) – 2:42
8. Double Cross (feat. AZ) – 2:20
9. Bamboo’s Lament (von Kandace Springs) – 1:57
10. Pieces to the Puzzle (feat. AZ) – 2:35
11. Homicide (feat. Nems und Shawn Wigs) – 3:21
12. Blood in the Streets (feat. AZ) – 2:03
13. Call My Name – 2:11
14. I Love You For All Seasons (von The Revelations) – 2:20

## Rezeption

### Erfolg
36 Seasons stieg auf Platz 94 der US-amerikanischen Billboard 200 ein. Es konnte sich nur eine Woche in den Album-Charts halten.

### Kritik
Die E-Zine Laut.de bewertete 36 Seasons mit fünf von möglichen fünf Punkten. Aus Sicht des Redakteurs Stefan Johannesberg verkörpere Ghostface Killah die „Realness, Soulness und Coolness irgendwo zwischen Shaft und Iron Man.“ Die Multiinstrumentalisten The Revelations nahmen bei der Produktion des Albums die „klassischen Boom Bap-Loops- und Kopfnicker als Fundament und setzten diese mit ihren analogen Mitteln um.“ Dadurch sei der Sound „wesentlich härter, klarer und straighter“ als bei Twelve Reasons to Die und lasse den „Protagonisten des Dramas genügend Raum für ihre Verse und Rollen.“ Das Stück Pieces To The Puzzle schleppe sich „tonnenschwer und minimalistisch“, wodurch es zu „einem Höhepunkt des Albums“ werde. Laut Johannesberg könne kein anderer Rapper den auf einem Comic basierenden Plot des Albums „glaubwürdiger und bildgewaltiger ausschmücken.“